# Живов, Виктор Маркович
Ви́ктор Ма́ркович Живо́в (5 февраля 1945, Москва — 17 апреля 2013, Беркли) — российский филолог, специалист в области истории русского языка, литературы и культуры. Доктор филологических наук, профессор МГУ (до 2001 г.) и Отделения славянских языков и литератур Калифорнийского университета в Беркли (с 1995 г.), заместитель директора Института русского языка им. В. В. Виноградова РАН, заведующий сектором истории русского литературного языка.

## Биография
Сын переводчика и литературоведа Марка Живова. Окончил Отделение структурной и прикладной лингвистики филологического факультета МГУ. Занимался структурной типологией языков и фонологией; кандидатская диссертация «Типологический анализ синтагматического функционирования признака звонкости» защищена в 1977 году.
С середины 1970-х годов основная область научных интересов В. М. Живова — история русского литературного языка в её внешних (культурная и языковая ситуация) и внутренних (историческая морфология, орфография) аспектах, в особенности — роль церковнославянской традиции на разных этапах развития русского литературного языка. В работах по орфографии ранних восточнославянских письменных памятников реконструируются основные правила, которыми руководствовались писцы при копировании церковнославянских текстов, исследуются проблемы орфографической нормы. Исследователь развивал здесь концепцию Н. Н. Дурново, им также было подготовлено новое издание работ Дурново по истории русского языка.
Ряд работ В. М. Живова посвящён истории русского языка и культуры в XVIII веке: докторская диссертация «Лингвистические теории и языковая практика в истории русского литературного языка XVIII века» (1992; официальными оппонентами на защите были А. М. Панченко, Н. И. Толстой и Д. Н. Шмелёв), монографии 1990 и 1996 годов. Кроме того, учёный занимался историей древнерусской литературы и русской литературы XVIII века; подготовил переиздание ранних работ Г. А. Гуковского по истории русской поэзии этого периода. Со временем всё большее внимание исследователя привлекала также история русской церкви и, шире, русской религиозности. Это нашло отражение в составленном им «Кратком словаре агиографических терминов», в монографии 2004 года о борьбе различных взглядов на будущее церкви в эпоху Петра I, а также в ряде написанных им в последние годы жизни статей, посвящённых эволюции древнерусских представлений о посмертной судьбе умерших, которые В. М. Живов не успел обобщить воедино.
В 1990—2000-е годы В. М. Живов часто выступал как публицист.
Умер от рака, похоронен на Переделкинском кладбище.

## Основные работы
- Очерки по синтагматической фонологии (признак звонкости). — М.: Издательство МГУ, 1980. — 239 с.
- Культурные конфликты в истории русского литературного языка XVIII — начала XX века. — М.: ИРЯ АН СССР, 1990. — 272 с.
- Святость. Краткий словарь агиографических терминов. — М.: Гнозис, 1994. — 112 с. — ISBN 5-7380-0036-6.
- Язык и культура в России в XVIII веке. — М.: Языки русской культуры, 1996. — 591 с. — (Язык. Семиотика. Культура). — ISBN 5-88766-049-X. (англ. пер. — 2008, 2009)
- Разыскания в области истории и предыстории русской культуры. — М.: Языки славянской культуры, 2002. — 760 с. — (Язык. Семиотика. Культура). — ISBN 5-7859-0221-4.
- Очерки исторической морфологии русского языка XVII—XVIII веков. — М.: Языки славянской культуры, 2004. — 655 с. — ISBN 5-9551-0008-3.
- Из церковной истории времён Петра Великого: Исследования и материалы. — М.: Новое литературное обозрение, 2004. — 360 с. — ISBN ISBN 5-86793-335-0.
- Восточнославянское правописание XI—XIII века. — М.: Языки славянской культуры, 2006. — 312 с. — ISBN 5-9551-0154-3.
- Н.Н. Дурново. Избранные работы по истории русского языка / Сост., вступ. ст. В.М. Живова. — М.: Языки русской культуры, 2000. — (Studia philologica). — ISBN 5-7859-0097-1.
- Г.А. Гуковский. Ранние работы по истории русской поэзии XVIII века / Общ. ред. и вступ. ст. В.М. Живова. — М.: Языки русской культуры, 2001. — 352 с. — (Studia philologica. Series minor). — ISBN 5-7859-0147-1.
- История языка русской письменности: В 2 т. Том I. М.: Русский фонд содействия образованию и науке. 2017. - 818 с.  ISBN 978-5-91244-184-4
- История языка русской письменности: В 2 т. Том II. М.: Русский фонд содействия образованию и науке.2017 - 480 с.   ISBN 978-5-91244-185-1

Статьи
- О превратностях истории или о незавершённости исторических парадигм // РОССИЯ / RUSSIA. Вып. 3 (11): Культурные практики в идеологической перспективе. Россия, XVIII — начало XX века. М.: ОГИ, 1999, с. 245—260